# Hollingworth Lake
Hollingworth Lake är en sjö i Storbritannien.   Den ligger i riksdelen England, i den centrala delen av landet, 270 km nordväst om huvudstaden London. Hollingworth Lake ligger 190 meter över havet.  Trakten runt Hollingworth Lake består i huvudsak av gräsmarker.